# Евдокимов, Сергей Степанович
Сергей Степанович Евдокимов (5 июня 1925, Уральская область — 24 февраля 2009, Москва) — советский военачальник, политработник, начальник Ленинградского высшего военно-политического училища противовоздушной обороны (1976—1984), генерал-лейтенант (17.02.1982).

## Биография
Родился 5 июня 1925 года в посёлке (с 1926 года — город) Лысьва Лысьвенского района Пермского округа Уральской области (ныне — Лысьвенского района Пермского края).
В 1942 году окончил 10 классов средней школы. С июня 1943 года на военной службе, призван Лысьвенским райвоенкоматом Молотовской области (ныне — Пермского края). Службу начал рядовым 73-го стрелкового полка Уральского военного округа. В сентябре 1943 года зачислен курсантом Камышловского пехотного училища в городе Камышлов Свердловской области, которое окончил в декабре 1944 года с присвоением воинского звания младший лейтенант.
По окончании училища служил комсоргом 58-го отдельного батальона, а затем 58-го отдельного полка резерва офицерского состава Львовского военного округа. В 1946 году вступил в ВКП(б)/КПСС.
В 1946—1948 годах — комсорг 310-го отдельного батальона связи 9-го артиллерийского корпуса Львовского военного округа, а затем секретарь бюро ЛКСМ 600-го авиатранспортного полка 4-й авиационной дивизии особого назначения Военно-воздушных сил Московского военного округа (ВВС МВО). В августе 1948 — октябре 1951 года — помощник начальника политотдела по работе с комсомолом Центральной научно-экспериментальной базы ВВС МВО. В октябре 1951 года поступил в Военно-политическую академию имени В. И. Ленина, которую окончил в июле 1955 года.
В июле 1955 — феврале 1957 года — заместитель по политической части командира 368-го истребительного авиационного полка 146-й истребительной авиационной дивизии Амурской армии ПВО (с декабря 1956 года — Отдельной Дальневосточной армии ПВО). В январе 1959 — августе 1961 года — заместитель по политической части командира 308-го отдельного истребительного авиационного полка Сахалинского корпуса ПВО (в ноябре 1960 года убыл вместе с частью 24-ю дивизию ПВО).
В августе — ноябре 1961 года — в распоряжении Политуправления Московского округа ПВО (МО ПВО). В ноябре 1961 — апреле 1964 года — заместитель по политической части командира 191-го истребительного авиационного полка. В апреле 1964 — июне 1965 года — заместитель начальника политического отдела учебного центра Истребительной авиации ПВО. В июне 1965 — августе 1968 года — инспектор по авиации отдела организационно-партийной работы Политуправления МО ПВО. 
В августе 1968 — июне 1972 года — старший инструктор отдела кадров ВМФ, ВВС и ПВО (с 1970 года — отдела кадров ПВО, ВВС и ВМФ) Управления кадров Главного политического управления Советской Армии и Военно-морского флота СССР.
В июне 1972 — феврале 1976 года — начальник политического отдела — заместитель по политической части командира 16-го корпуса ПВО ордена Ленина Московского округа ПВО (штаб корпуса — в городе Горький (ныне — Нижний Новгород). В 1973 году окончил академические курсы при Военно-политической академии имени В. И. Ленина.
В феврале 1976 — октябре 1984 года — начальник Ленинградского высшего военно-политического училища противовоздушной обороны (ЛВВПУ ПВО, с марта 1984 года — имени Ю. В. Андропова).
В период командования училищем основные усилия Сергей Степанович направлял на интенсификацию учебного процесса, на повышение уровня учебной, методической, научной и воспитательной работы, на совершенствование учебно-материальной базы и улучшение быта курсантов. Под его руководством в ЛВВПУ ПВО, созданном в 1967 году, продолжала совершенствоваться учебная база. В соответствии с требованием С. С. Евдокимова все кафедры училища в течение каждого учебного года должны были обновить минимум один учебный класс или учебную лабораторию. На кафедрах специальных дисциплин были развернуты боевая техника и вооружение, а в 1979 году закончено строительство полевой учебной базы.
В октябре 1984 — ноябре 1986 года — начальник политического отдела штаба и управления — заместитель начальника штаба ордена Ленина Московского округа ПВО по политической части.
Делегат XXV съезда КПСС (1976).
С ноября 1986 года генерал-лейтенант С. С. Евдокимов — в запасе (по возрасту).
Жил Москве. Умер 24 февраля 2009 года. Похоронен в Москве на Троекуровском кладбище.
Воинские звания:
- генерал-майор (28.10.1976);

- генерал-лейтенант (17.02.1982).

## Награды
- Орден Красной Звезды;
- За службу Родине в Вооружённых Силах СССР 3-й степени;
- медали СССР и Российской Федерации.